# Tim Sylvia
Timothy Deane 'Tim' Sylvia (Ellsworth, 5 maart 1976) is een Amerikaans voormalig MMA-vechter. Hij was van februari 2003 tot oktober 2003 en ook van april 2006 tot maart 2007 UFC-wereldkampioen in het zwaargewicht (93+ kilo). Sylvia vocht in de laatste jaren van zijn carrière ook in de klasse superzwaargewicht (120+ kilo) van verschillende bonden.

## Carrière
Sylvia begon als kind met karate en op de middelbare school met worstelen. Na school ging hij aan de slag in verschillende functies in de bouw en als uitsmijter. Hij speelde een tijd American football en toen hij interesse kreeg in MMA, begon hij met boksen en grappling. Hij sloot zich in 200 ten slotte aan bij een MMA-team, waar hij zich ontwikkelde in Braziliaans jiujitsu.
Sylvia debuteerde in januari 2001 in MMA met een overwinning op Randy Durant, die hij na twee minuten in de eerste ronde technisch knock-out (TKO) sloeg. Van hieruit bouwde hij tot en met juli 2002 een reeks van dertien opeenvolgende zeges op. Elf daarvan won hij voortijdig door middel van knock-out (KO), TKO of submissie (verwurging of houdgreep). Sylvia debuteerde vervolgens in september 2002 onder de vlag van de UFC. Die dag wierp het begeleidingsteam van Wesley Correira na een kleine twee minuten in de tweede ronde de handdoek (TKO).

### Eerste wereldtitel
Met veertien overwinningen en nul nederlagen achter zijn naam, mocht Sylvia op 28 februari 2003 vechten voor de UFC-titel in het zwaargewicht, tegen regerend kampioen Ricco Rodriguez. Sylvia sloeg zijn tegenstander na 3.09 minuten in de eerste ronde knock-out en verdedigde zijn titel zeven maanden later met succes tegen Gan McGee (TKO). De UFC zette hem in oktober 2003 niettemin af als kampioen omdat hij na het gevecht met McGee positief testte op anabole steroïden. Hij kreeg in juni 2004 de kans om de nu vacante UFC-titel terug te winnen, maar Frank Mir bracht hem die dag zijn eerste nederlaag toe. Sylvia verloor op basis van submissie als gevolg van een armklem.

### Tweede wereldtitel
Na het verlies tegen Mir, won Sylvia van Wes Sims. Omdat Mir geblesseerd was geraakt in een motorongeluk, mocht hij daarna voor een interim-titel zwaargewicht vechten tegen Andrei Arlovski. Die versloeg hem na 47 seconden in de eerste ronde middels submissie (achilles lock). Sylvia herpakte zich met drie zeges op rij. Hij mocht het daarom op 15 april 2006 opnieuw opnemen tegen Arlovski, die inmiddels algeheel UFC-kampioen zwaargewicht was. Ditmaal won Sylvia in de eerste ronde. Arlovski werd na 2.43 technisch kncok-out verklaard en Sylvia had zijn wereldtitel terug. Die verdedigde hij ditmaal twee keer, in een directe rematch tegen Arlovski en tegen Jeff Monson. Hij moest voor de eerste én tweede keer in zijn carrière vijf ronden van vijf minuten volmaken, maar beide keren wees de jury hem nadien unaniem als winnaar aan. Sylvia verloor zijn titel op 3 maart 2007 voor de tweede en laatste keer, aan Randy Couture (unanieme jurybeslissing).

### Latere jaren
Net als na de twee eerdere nederlagen in zijn carrière herstelde Sylvia zich met een zege, nu op Brandon Vera (unanieme jurybeslissing). Meteen hierna verloor hij voor het eerst meerdere partijen op rij. Zowel Antônio Rodrigo Nogueira (submissie), Fjodor Jemeljanenko (submissie) als voormalig WBO-wereldkampioen boksen Ray Mercer (KO) versloegen hem voortijdig. De wedstrijd tegen Nogueira vormde daarbij zijn laatste voor de UFC, die tegen Mercer zijn eerste als superzwaargewicht. Sylvia vocht daarna nog twaalf gevechten, waarvan de laatste in oktober 2013. Hiervan won hij er zeven en verloor hij er vier. Een vierde ontmoeting met Arlovski werd in 2012 de enige in zijn carrière die werd gestaakt, omdat Sylvia na een illegale trap van de Rus niet verder kon. Zijn laatste drie partijen verloor hij alle drie, van Satoshi Ishii, Tony Johnson en Ruslan Magomedov. Hij zou het in januari 2015 nog opnemen tegen Juliano Coutinho, maar kreeg geen toestemming om te vechten van de medische commissie. Daarop stopte Sylvia officieel met MMA.